# Kiyoko Murata
Pour les articles homonymes, voir Kiyoko.
Kiyoko Murata (村田 喜代子, Murata Kiyoko), née le 12 avril 1945 à Yahata dans la préfecture de Fukuoka, est une écrivaine japonaise.
Murata fréquente le lycée jusqu'en 1964 et travaille par la suite à Hanao, entre autres comme vendeuse de journaux, ouvreuse de cinéma et serveuse dans un café. Elle inaugure sa carrière littéraire en 1975 avec le récit Suichū no koe, avec lequel elle remporte le prix littéraire du festival d'art de Kyūshū. En 1985, elle fonde une revue littéraire intitulée Happyō. Après deux sélections, (pour Netsuai et Meiyuu), elle est couronnée en 1987 du prix Akutagawa pour Nabe no naka. Pour le recueil de nouvelles Shiroi yama, Murata se voit décerner le prix de littérature féminine en 1990.
Elle est lauréate du prix Murasaki Shikibu de littérature en 1997 pour Kanijo, et du prix Noma en 2010 pour Furusato no waga ie.

## Œuvres traduites en français
- Suichu no koe

- traduit en français sous le titre La Voix de l’eau, suivi de Le Parc en haut de la montagne par Rose-Marie Makino-Fayolle, Arles, France, Actes Sud, coll. « Lettres japonaises », 2005, 91 p.  (ISBN 2-7427-5395-8)
- Nabe no naka

- traduit en français sous le titre  Le Chaudron par Anne-Yvonne Gouzard, Arles, France, Actes Sud, coll. « Lettres japonaises », 2008, 123 p.  (ISBN 978-2-7427-7549-1)
- Yûjokô

- traduit en français sous le titre Fille de joie par Sophie Refle, Arles, France, Actes Sud, coll. « Lettres japonaises », 2017, 224 p.  (ISBN 978-2-330-07568-2)
- Yaneya

- traduit en français sous le titre Le couvreur et les rêves par Sophie Refle, Arles, France, Actes Sud, coll. « Lettres japonaises », 2024, 260 p.  (ISBN 978-2-330-19853-4)

## Adaptations au cinéma
- 1991 : Rhapsodie en août (八月の狂詩曲, Hachi-gatsu no kyōshikyoku?) d'Akira Kurosawa
- 2003 : Warabi no kō (蕨野行?) de Hideo Onchi